# Louis Michel de Jeney
Louis Michel de Jeney, de son vrai nom Mihály Lajos Jeney (1723 ou 1724 en Transylvanie - Pécs, 1797) fut un cartographe, écrivain militaire et général austro-hongrois.

## Biographie
Né dans une famille de la nobles se protestante, il débute comme hussard pendant la guerre de 1737-1739 contre la Turquie.
De 1739 à 1754, il sert dans le régiment de hussards de Bercheny, puis de 1754 à 1758 dans l'armée française du Rhin comme cartographe. Pendant la guerre de Sept Ans, de 1758 à 1763, il sert dans l'Armée prussienne comme capitaine du génie. En 1787, il est nommé major-général dans l'armée austro-hongroise en tant que commandant de la forteresse d'Altgradisch (aujourd'hui Stara Gradiška en Croatie). Après la guerre de Sept Ans, il pourvoit aux relevés cartographiques militaire de l'Empire austro-hongrois, dont le résultat est 3324 feuilles de cartes topographiques à 1:28 000 et 1:96 000.
Il est l'auteur du manuel populaire de tactique Le Partisan ou l'art de faire la petite-guerre avec succès selon le génie de nos jours… publié en 1759 à La Haye et en édition anglaise à Londres en 1760, puis traduit dans de nombreuses langues.